# 2. крајишка бригада Војске Републике Српске
Друга крајишка бригада је била јединица Првог крајишког корпуса Војске Републике Српске.

## Историја
Мобилисана је 18. септембра 1991. као бригада Територијалне одбране Бања Лука, а 19. маја 1992. преименована је у 2. крајишку пјешадијску бригаду ВРС. На дан формирања имала је 1.449 бораца, а кроз бригаду је прошло око 23.000 бораца. Попуњавана је војним обвезницима са подручја општина Бања Лука, Лакташи, Србац, Градишка, Котор Варош, Кнежево, Челинац, Мркоњић Град и Прњавор. Била је батаљонског састава и припадала је 1. крајишком корпусу ВРС. У формацији је имала: команду, команду стана, чету војне полиције, извиђачку чету, чету везе, лаку артиљеријско-ракетну батерију ПВО, три пјешадијска батаљона, мјешовити артиљеријски дивизион, хаубички дивизион 105 мм, противоклопну чету и позадински батаљон. Јула 1994. бригади је прикључено људство из расформиране 1. лакташке лаке пјешадијске бригаде, а у септембру 1995. и 5. гламочке лаке пјешадијске бригаде. У октобру 1995. у састав бригаде ушло је и 920 бораца из 2. крајишког корпуса ВРС. Наредбом Главног штаба ВРС од 22. октобра 1995, у бригаду је распоређено и људство из расформиране 1. бањалучке лаке пјешадијске бригаде. Јануара 1996. у састав бригаде ушле су: 2., 3. и 4. бањалучка лака пјешадијска бригада. Бригада је 1. априла 1996. преформирана и ушла у састав 1. корпуса ВРС као 102. пјешадијска бригада, која је наставила традиције 2. крајишке пјешадијске бригаде, до интегрисања ВРС у Оружане снаге БиХ.

## Ратни пут
Бригада је у саставу Југословенске народне армије кренула на ратиште у Западној Славонији 18. септембра 1991, гдје је остала до 12. јула 1992. Након Западне Славоније бригада је учествовала у обезбјеђењу Коридора живота. Током Одбрамбено-отаџбинског рата 1992-1995. бригада је изводила борбена дејства на орашком, градачачком, бихаћком, сарајевском, добојском, влашићком и гламочком ратишту, а у завршним операцијама на планини Мањачи. Бригада је имала 228 погинулих, око 1.600 рањених, шест несталих и пет заробљених бораца.

## Команда
Бригадом су командовали потпуковник Драго Самарџија (од 18. септембра 1991. до 28. октобра 1991), пуковник Јован Вукобрад (од 28. октобра 1991. до фебруара 1993) и пуковник Милорад Савић Чича (од фебруара 1993. до 1. априла 1996). Спомен-соба бригаде налази се у просторијама 3. пјешадијског Република Српска пука у Бањој Луци (касарна "Козара"), а спомен-комплекс за погинуле борце ове бригаде се налази у бањалучком насељу Раковачке Баре.
Бригада је одликована Медаљом Петра Мркоњића.